# 4459 Nusamaibashi
4459 Nusamaibashi è un asteroide della fascia principale. Scoperto nel 1990, presenta un'orbita caratterizzata da un semiasse maggiore pari a 2,2542647 UA e da un'eccentricità di 0,1180984, inclinata di 2,79003° rispetto all'eclittica.